# Varanus gouldii
Espèce
Synonymes
- Hydrosaurus gouldii Gray, 1838

Statut de conservation UICN

 LC  : Préoccupation mineure
Statut CITES
Le Varan de Gould, Varanus gouldii, est une espèce de sauriens de la famille des Varanidae.

## Répartition

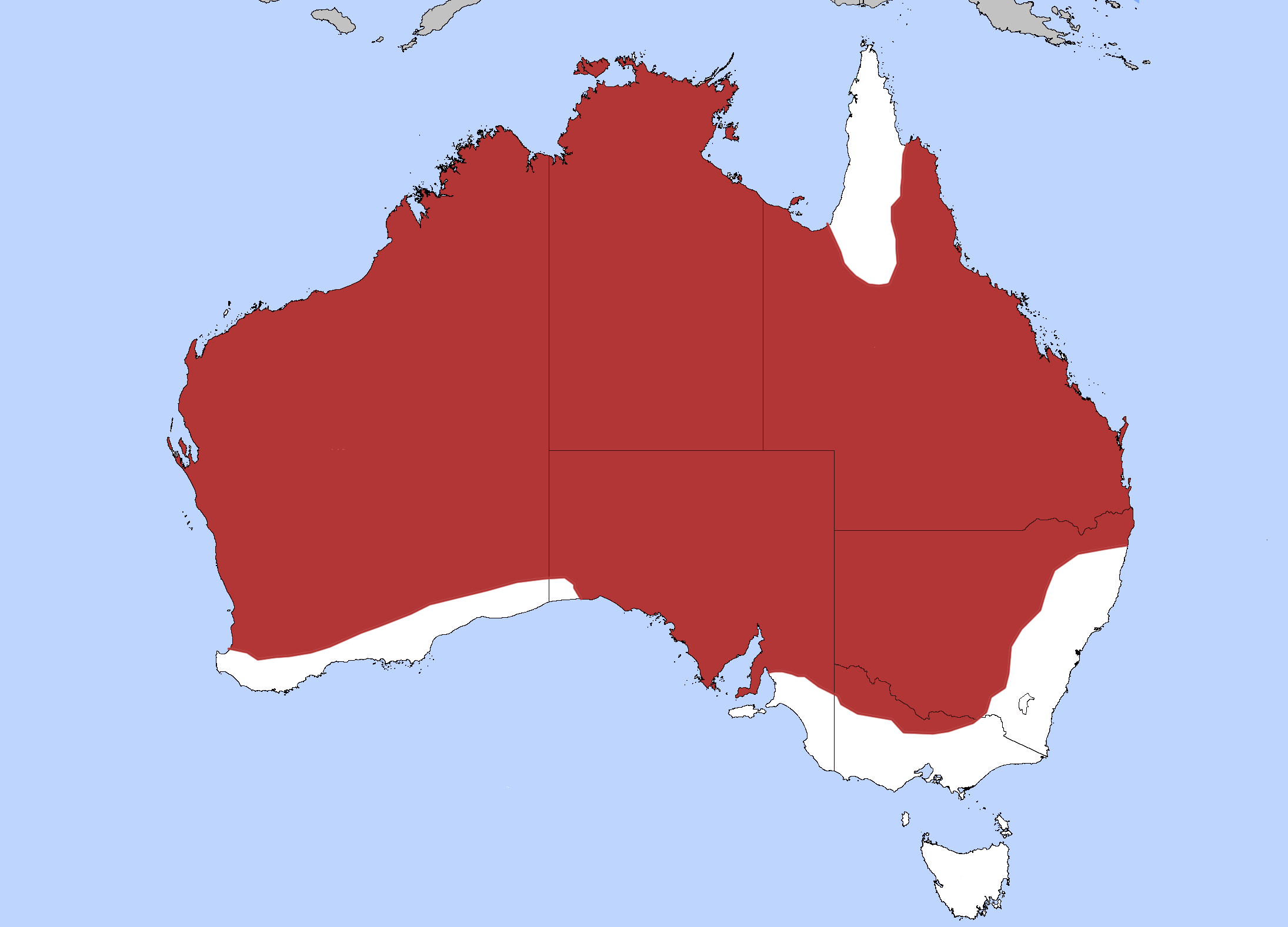
répartition

Cette espèce se rencontre dans toute l'Australie, sauf dans certaines zones très arides, ainsi qu'au Sud de la Nouvelle-Guinée. C'est l'espèce de varan la plus fréquente en Australie. On la rencontre au Queensland, dans le Territoire du Nord, l'Australie-Méridionale, l'Australie-Occidentale ainsi que dans une partie de la Nouvelle-Galles du Sud et de l’État de Victoria.

## Description

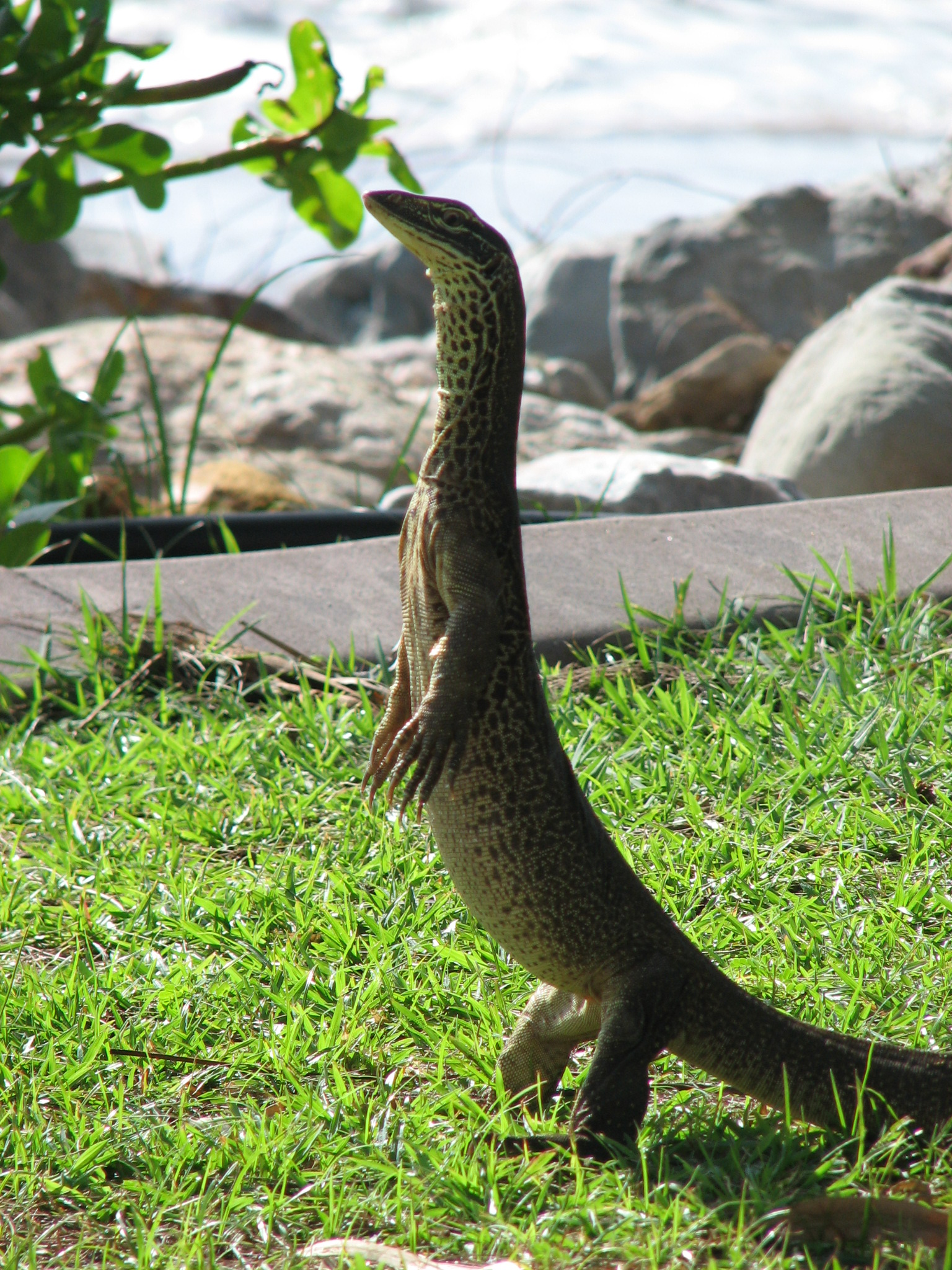

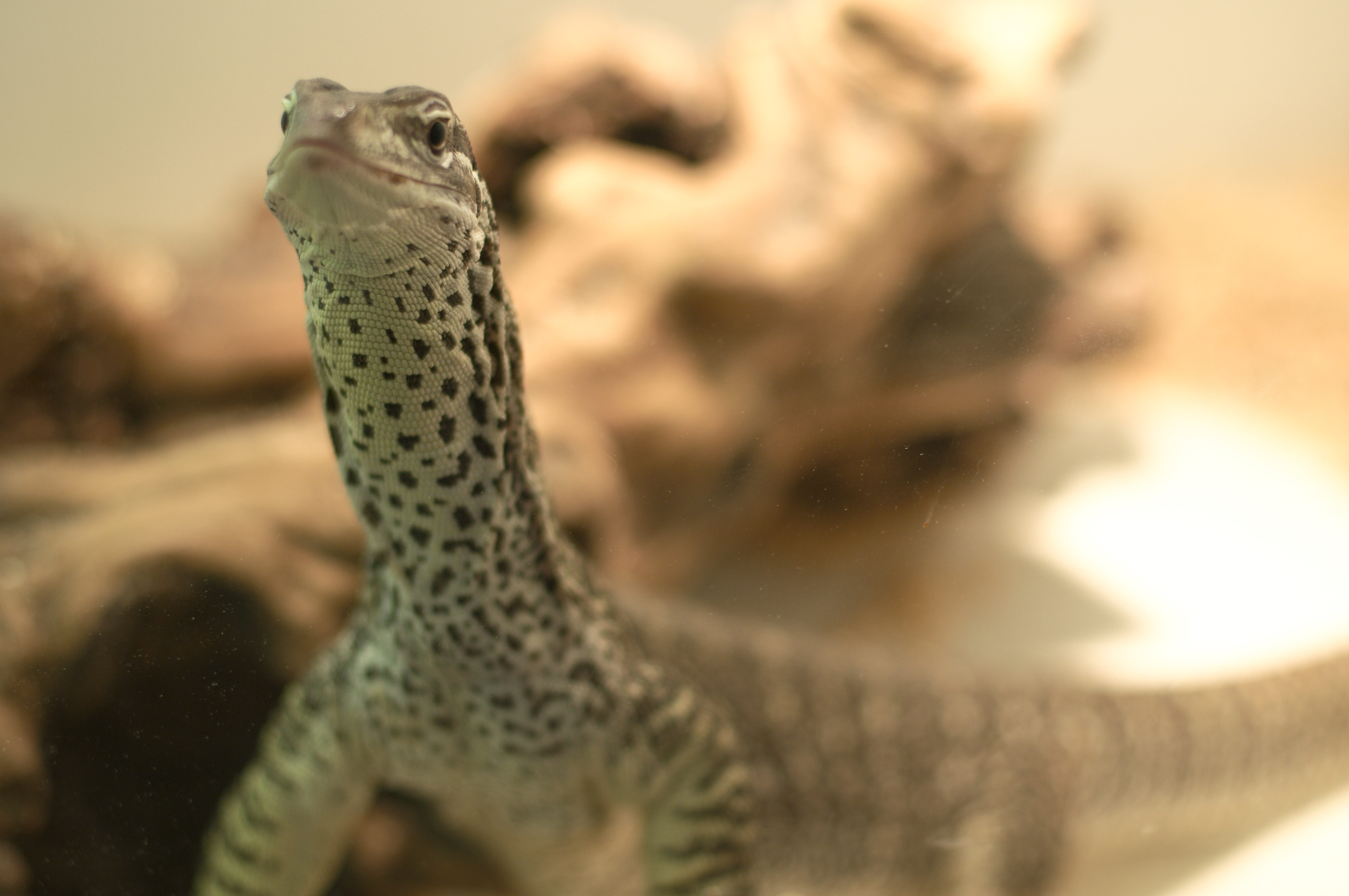

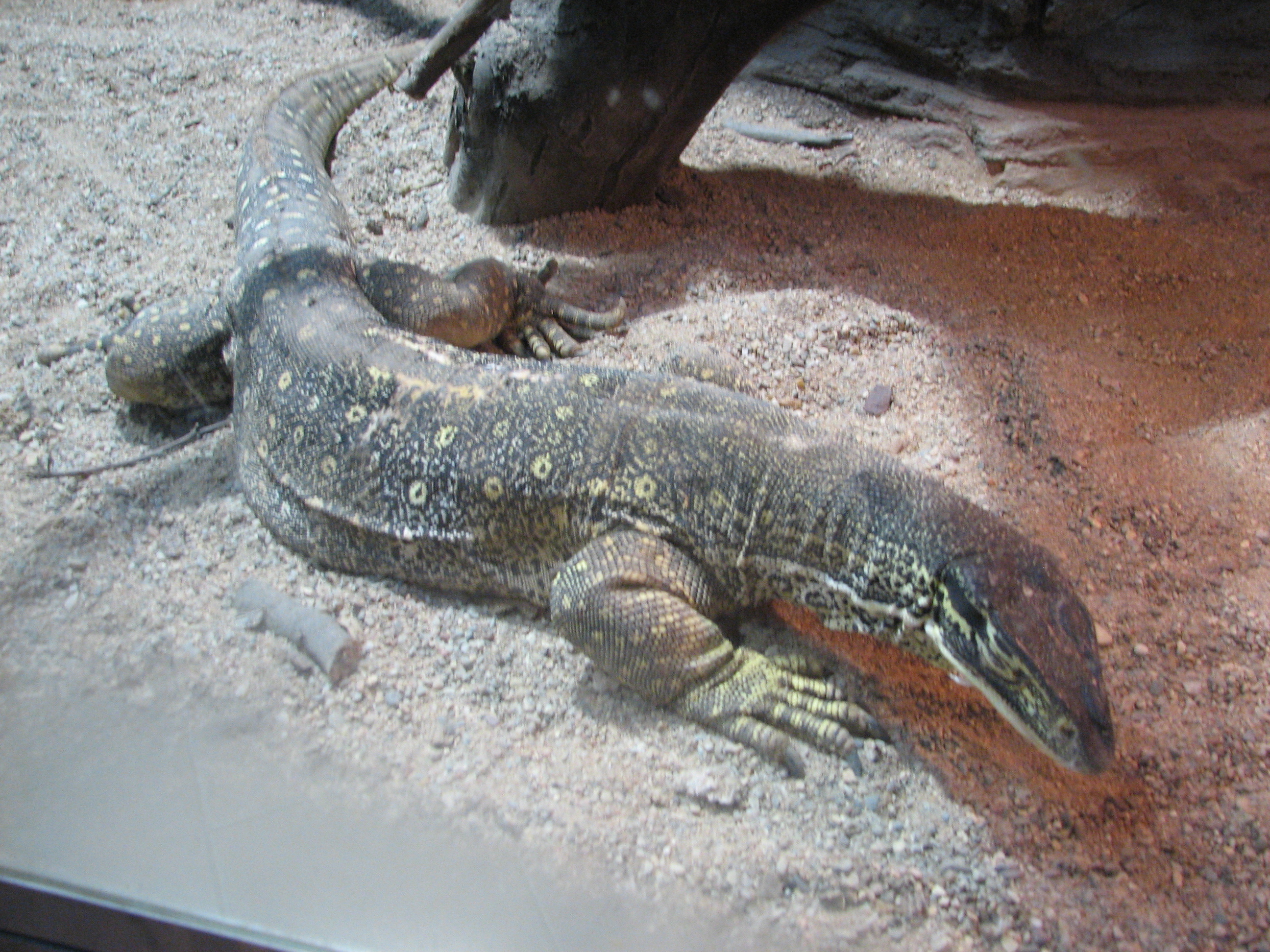

Cette espèce peut mesurer 1,60 m de long pour une masse de 6 kg. Il peut se déplacer à vive allure sur ses pattes postérieures. Un des caractères du Varan de Gould est sa position bipède, en appui sur sa queue, ce qui lui permet d'observer ses proies ou ses prédateurs. Le Varan de Gould se défend avec agressivité lorsqu'on l’attaque. Gonflant son cou pour effrayer l’adversaire, il peut lancer de violents coups de queue et se sert aussi de ses griffes. Comme bon nombre de varans, cette espèce habite des terriers. Son biotope idéal est le bush aride mais aussi les forêts d'eucalyptus et les montagnes comme la Cordillère australienne, mais malgré cela il s'est adapté à tous les biotopes australiens.
Le Varan de Gould est un chasseur agile et habile, qui se nourrit de petits reptiles (lézards, serpents), de mammifères plus ou moins petits (lapins, etc.), d'oiseaux et de leurs œufs. Il peut même consommer des charognes. Il tue ses proies grâce à ses griffes et ses dents (qui déchiquettent les proies volumineuses).

## Reproduction
Les mâles varans caressent avec le museau les zones érogènes des femelles avant de leur soulever la queue et d'introduire l'un de leurs hémipénis au niveau du cloaque. Le Varan de Gould creuse son nid dans le sable ou dans la terre. C’est là que la femelle dépose une douzaine d'œufs environ.

## Liste des sous-espèces
Selon The Reptile Database (18 avril 2012) :
- Varanus gouldii gouldii (Gray, 1838)
- Varanus gouldii flavirufus Mertens, 1958

## Étymologie
Cette espèce est nommée en l'honneur de John Gould (1804-1881).

## Publications originales
- Gray, 1838 : Catalogue of the slender-tongued saurians, with descriptions of many new genera and species. Annals and Magazine of Natural History, sér. 1, vol. 1, p. 274-283, 388-394 (texte intégral).
- Mertens, 1958 : Bemerkungen über die Warane Australiens. Senckenbergiana biologica, vol. 39, p. 229-264.